# Selma Reis
Selma Reis   (São Gonçalo, 24 d'agost de 1960 - Teresópolis, 19 de desembre de 2015) va ser una cantant i actriu brasilera.
La seva família tenia una gran passió per les serenates. Mentre assistia a l'Escola de Comunicació Social es va traslladar a Nantes a França, on va passar tres anys. Hi va fer un curs de lletres i alguns de música i tècnica vocal. Selma Reis va participar en diverses telenovel·les i minisèries de la Rede Globo com: Caminho das índias, Páginas da vida (telenovel·la brasilera produïda i transmesa per Rede Globo); Presença de Anita o Chiquinha Gonzaga. Com a cantant va gravar el seu primer àlbum el 1987, quan va llançar el disc "Selma Reis" interpretant composicions de Sueli Costa, Capinam, Gereba i Geraldo Azevedo, entre d'altres. A Londres, va gravar l'àlbum "Selma Reis" el 1993 per la discogràfica PolyGram i amb arranjaments de Graham Preskett, la tapa dels seus discos porten una fotografia de la cantant. Va guanyar rellevància per les cançons romàntiques de música popular brasilera que va interpretar en la dècada de 1980 amb el seu timbre greu i de gran abast. Les cançons: "És suficient una cançó" i "Què és l'amor?", i el tema de la minisèrie "Sweet Stream" es van convertir en grans èxits al moment.
Selma Reis va participar en total en onze àlbums.

## Vida privada
Va contreure matrimoni amb el director de fotografia brasiler Locca Faria, des de 1983 al 2012, van ser pares de Tiago Reis.
Va morir el 19 de desembre de 2015 amb 55 anys, a l'Hospital São José de Teresópolis, que va informar que l'actriu i cantant patia un tumor cerebral. Es va dur a terme una cerimònia en el Cementiri Evangèlic Luterà en Nova Friburgo, a la regió muntanyenca fluminense.

## Filmografia
- 1999: Chiquinha Gonzaga (minisèrie) .... cantant
- 2001: Presença de Anita (minisèrie) .... gitana
- 2006: Páginas da vida .... Irma Zenaide (telenovel·la)[6]
- 2006: Alabê de Jerusalém (video)
- 2009: Caminho das índias .... mare de Hamia, sèrie de televisió.[7]

## Discografia
- 1987: Selma Reis. Selo Independente, LScomm, PolyGram
- 1990: Selma Reis. PolyGram
- 1999: Só dói quando eu rio. PolyGram
- 1993: Selma Reis. PolyGram
- 1995: Todo sentimento. MZA
- 1996: Achados e perdidos. Velas
- 1999: Ares de Havana. Velas
- 2002: Todo Sentimento. (rellançament) Albatroz Trama
- 2003: Vozes. Albatroz, Trama.
- 2007: Sagrado. Deck Disc
- 2009: A minha homenagem ao poeta da voz[8]

Alguns dels seus senzills:
- 1990: O Que É O Amor
- 1990: Estrelas de outubro
- 1991: Sombra Em Nosso Olhar
- 1992: Deságua
- 1993: O Preço De Uma Vida
- 1993: Se bastasse uma canção
- 1995: Emoções suburbanas
- 1996: Nossa Paixão
- 1996: Feliz
- 2007: Ave Maria